# Route nationale 11 (Guadeloupe)
Pour les articles homonymes, voir Route nationale 11.
La route nationale 11, ou RN 11, est une route nationale française en Guadeloupe de 9,3 km, qui relie la Z.I. de Jarry aux Abymes via l'aéroport Guadeloupe - Pôle Caraïbes et constitue intégralement une partie de la rocade de Pointe-à-Pitre.

## Tracé
La route débute au niveau de l'échangeur entre la RN 1 et la RD 32 sur l'île de la Basse-Terre et se dirige vers un axe nord-est vers le nord de la piste de l'aéroport Guadeloupe - Pôle Caraïbes, en traversant la Rivière Salée via le pont de l'Alliance. Elle permet d'accéder ensuite à l'aéroport ainsi qu'à la ZAC de Providence/Dothémare Sud, et enfin rejoint la RN 5 aux Abymes avec l'échangeur avec la RD 129.
Elle contourne intégralement l'agglomération pointoise par le nord et double ainsi l'axe de la rocade principale de Pointe-à-Pitre constitué de la RN 1.

## Sites desservis ou traversés
- Aéroport Guadeloupe - Pôle Caraïbes
- Zone industrielle de Jarry
- Zone industrielle de Dothémare
- Centre commercial Milénis
- Pointe-à-Pitre